# Jacob Schimmelmann
Jacob Schimmelmann (* 17. Juni 1712 in Demmin; † 23. Januar 1778 in Stettin) war ein deutscher lutherischer Geistlicher. Er übersetzte als erster die altisländische Edda ins Hochdeutsche.

## Leben
Jacob Schimmelmann war der Sohn des Demminer Kaufmanns und (späteren) Ratsherrn Diedrich Jacob Schimmelmann (1683–1743) und der Esther Elisabeth Ludendorff. Nach dem Studium der Theologie wurde er 1741 Pastor in Groß Luckow bei Pasewalk, wo er im selben Jahr die Tochter seines Amtsvorgängers heiratete. Sein Bruder Heinrich Carl von Schimmelmann, der durch undurchsichtige Geschäfte zu Reichtum gekommen war und eine wichtige Rolle in der dänischen Regierung spielte, veranlasste ihn, 1765 die Pfarrstelle aufzugeben und nach Stettin zu ziehen. Dort kaufte er sich mehrere Häuser sowie ein Schiff und ging erfolgreich Handelsgeschäften nach. Vom Bruder jährlich mit 1000 Talern unterstützt und mit dem Titel eines Konsistorialrats ausgestattet, ging er vor allem seinen Studien historischer Literatur nach.
Jacob Schimmelmann kündigte 1773 in der Stettiner Zeitung sein Projekt einer deutschsprachigen Edda-Veröffentlichung an. Bereits hier machte er deutlich, dass er die Edda für das älteste Buch der Welt nach der Bibel hielt und darin eine Glaubenslehre der Vorfahren der skandinavischen, keltischen und germanischen Völker sah. Die daran aufkommende Kritik nötigte ihn, 1774 eine Rechtfertigungsschrift zu veröffentlichen. 1777 gab Jacob Schimmelmann die erste deutsche Übersetzung der Snorra-Edda heraus. Grundlage für seine Arbeit bildeten die Edda-Version (1665) von Petrus Resenius  und die Monumens de la Mythologie (1756) von Paul Henri Mallet, die ihm wahrscheinlich sein Bruder aus Dänemark zukommen ließ. Seit der Veröffentlichung sind Schimmelmanns Übersetzung und seine Kommentare zur Edda anhaltender Kritik ausgesetzt. Schimmelmann versuchte ohne Kenntnis der isländischen Sprache mit etymologischen Untersuchungen und Allegorese „die Harmonie von Edda und Bibel“ zu beweisen, also mit der christlichen Lehre in Einklang zu bringen. 
In seinen letzten Lebensjahren litt Jacob Schimmelmann an einer Erkrankung, die mit Lähmungen der Arme und Hände einherging. Er wurde in der Stettiner Marienkirche begraben. Er war verheiratet mit Margarete Sabine Neye (* 4. März 1723; † 17. Dezember 1774 in Stettin) und hatte mit ihr zwei Söhne. Sein Sohn Heinrich Ludwig von Schimmelmann (1743–1793) wurde 1780 geadelt und 1785 Generalgouverneur von Dänisch-Westindien.

## Schriften
- Abhandlung abgefaßt in einem Schreiben an einen Gelehrten von der alten Isländischen Edda... Curtische Buchhandlung, Halle u. Leipzig 1774.
- Vorlaufender Bericht und zugleich die Vorrede von der alten und raren isländischen Edda, ... Struck, Stettin 1776. (Digitalisat)
- Die Isländische Edda : Das ist: Die geheime Gottes-Lehre der ältesten Hyperboräer, der Norder, der Veneten, Gethen, Gothen, Vandaler, der Gallier, der Britten, der Skoten, der Sueven, [et]c. kurz des ganzen alten Kaltiens, oder des Europäischen Skytiens enthaltend ;... Struck, Stettin 1777.